# Ifjabb Arnobius
Ifjabb Arnobius (latinul: Arnobius Junior), (? – 451 után) ókeresztény író.
Valószínűleg Észak-Afrikából származott, szerzetes volt, és a vandálok betörése elől menekült körülbelül 432-ben Rómába. Támadta a kegyelemről szóló szent ágostoni tanítást, tehát szemipelagiánusnak tekinthető.
A következő művei maradtak fennː
- A zsoltárok allegórikus magyarázata (Commentarii)
- Expositiunculae in evangelium
- Scholionok a Máté-, Lukács- és János evangéliumból vett szövegekhez
- Conflictus Arnobii catholici cum Serapione Egyptio – vita egy monofizita ellenféllel
- Praedestinatus 3 könyvben – névtelenül maradt fenn III. Szixtusz pápa idejéből, de nyelvileg és tárgyilag rokon a zsoltármagyarázati művel. Az 1. könyv Szent Ágoston De haeresibusa nyomán 90 eretnekséget (az Ágoston-féle 88-at + a nesztoriánusokat és a predestinációt tanítókat) tárgyal. Szerinte az eretnekségek között az „az utolsó és a legnagyobb” a predestinációt tanítók tévelygése. A 2. könyv a kegyelemről és a predestinációról közöl értekezést, amelyet tévesen Szent Ágoston neve alatt terjesztettek. A 3. könyv támadja a 2. könyvben kifejtett gondolatokat
- Liber ad Gregoricum – aszketikus tartalmú vigasztaló irat egy boldogtalan házaséletű római arisztokrata úrnőhöz

Elképzelhető, hogy Arnobius hagiográfiai legendákat is írt.